# 三井レール・キャピタル・ヨーロッパ
三井レール・キャピタル・ヨーロッパ（みついレール・キャピタル・ヨーロッパ、英語: Mitsui Rail Capital Europe GmbH、MRCE）は、日本の大手総合商社である三井物産の完全子会社の1つ。オランダのアムステルダムに本社を有しており、ヨーロッパ各国に機関車のリースを実施している。

## 概要
日本の総合商社である三井物産は1996年にアメリカ合衆国に貨車のリース業を実施する三井レール・キャピタル（Mitsui Rail Capital）を設立して以降、世界各国に鉄道車両のリース業を実施する子会社の設立・展開を進めていた。その中で、欧州連合による鉄道貨物輸送のオープンアクセスの規定に今後の市場の成長が見込まれるヨーロッパの機関車リース市場に参入するため、2004年に三井レール・キャピタル・ヨーロッパが設立された。
一方、それ以前の2001年、ドイツに本社を置くシーメンスは自社が開発した機関車のリースを実施する部門としてシーメンス・ディスポロック（Siemens Dispolok GmbH）を設立し、2002年に独立した有限責任会社へと移管した。これは機関車リース事業への商機に加え、機関車の修繕をはじめとしたサービスの向上などの目的もあった。
そして2006年、三井物産はシーメンス・ディスポロックを買収し、2008年に三井レール・キャピタル・ヨーロッパへ統合した。これにより、同社は150両の機関車を所有する事となり、当時のヨーロッパにおける最大の機関車リースおよび保守事業を含めたフルサービス事業者となった。この統合に合わせて社名は「MRCEディスポロック（MRCE Dispolok）」に変更されたが、2013年に「三井レール・キャピタル・ヨーロッパ」への再度の変更が実施されている。この統合以降も同社とシーメンスとの関係は続いており、新型機関車の発注が継続して行われている他、2018年にはオランダで機関車の保守事業を行う合弁会社（Locomotive Workshop Rotterdam、LWR）が設立されている。

## 車両
2023年現在、三井レール・キャピタル・ヨーロッパは340両以上の電気機関車を所有し、ヨーロッパの各国の事業者へリースを実施している。特にシーメンスが展開しているベクトロンは2022年時点で147両が在籍している他、同年に14両の追加発注を行っており、三井レール・キャピタル・ヨーロッパはベクトロンを多数購入している事業者の1つとなっている。

2023年時点の所有形式
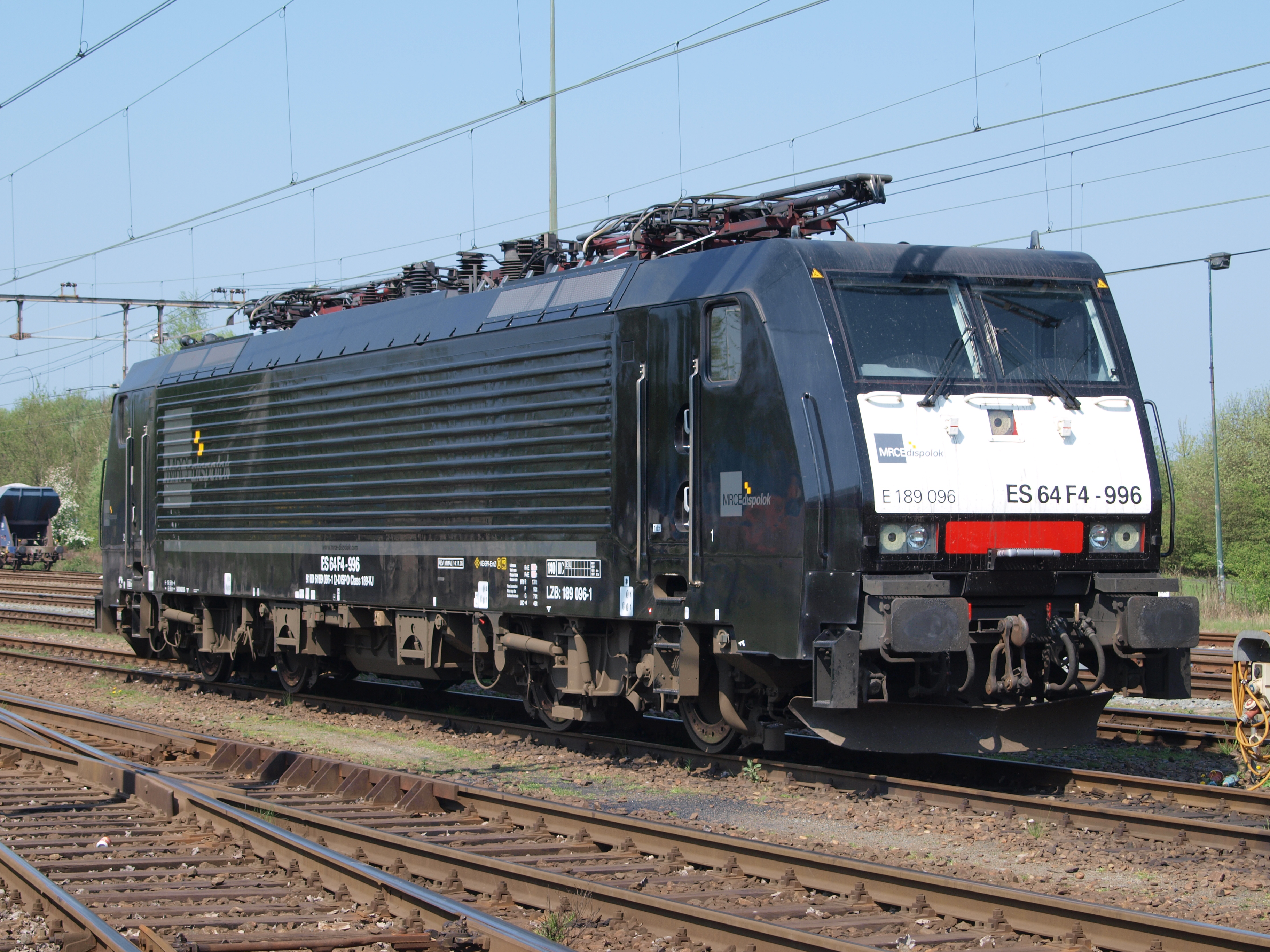
ユーロスプリンター（ES64F4）
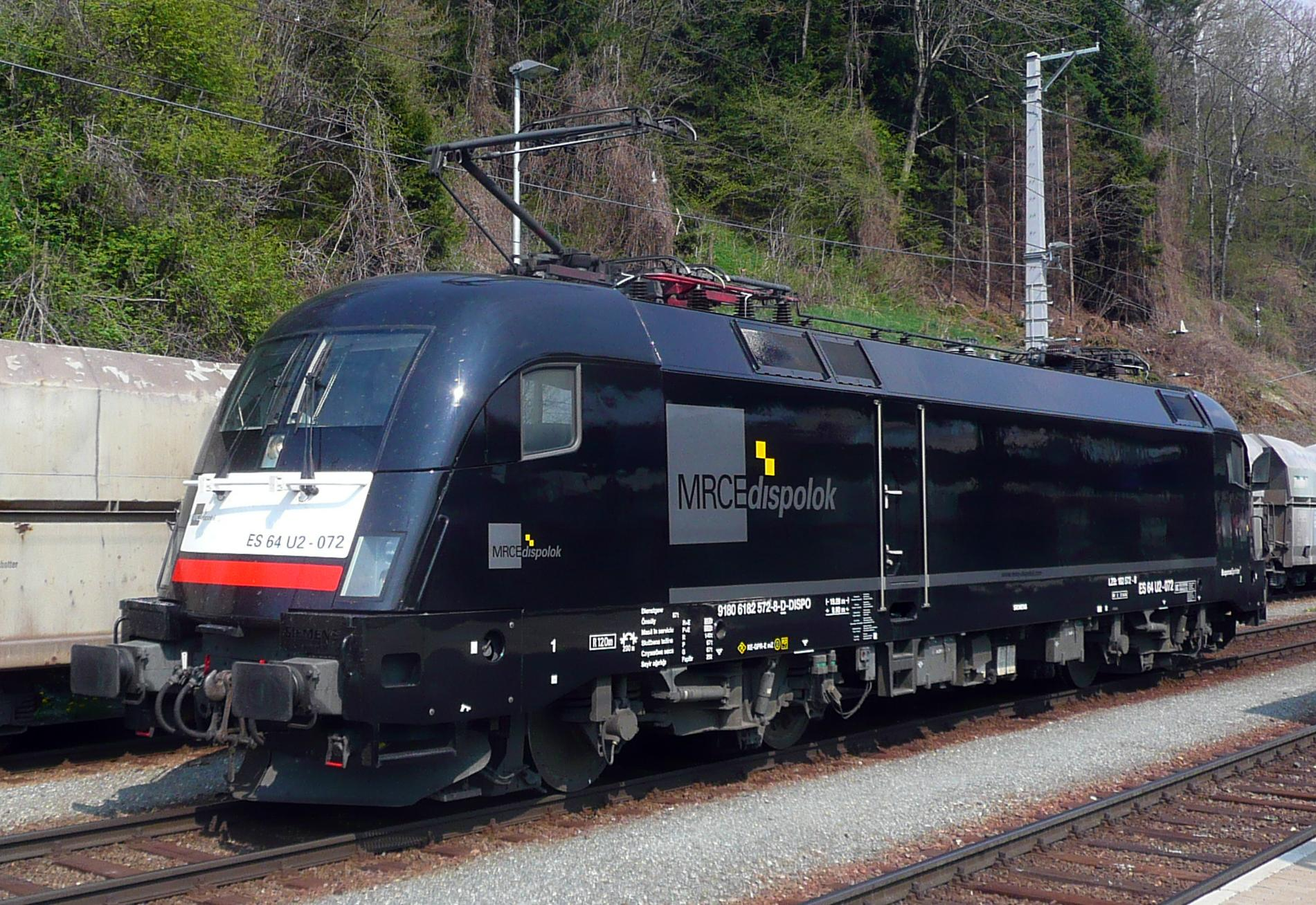
ユーロスプリンター（ES64U2）
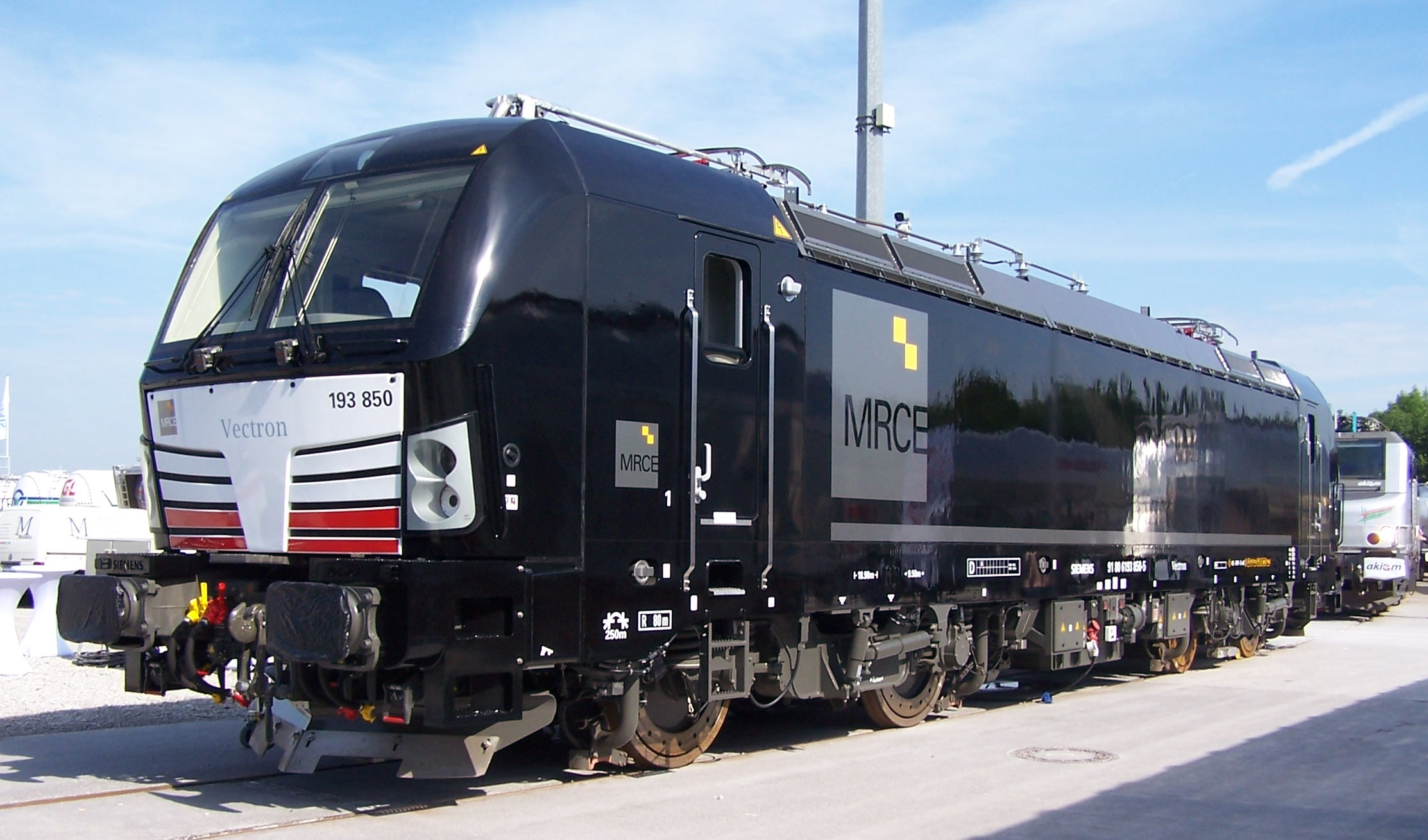
ベクトロン
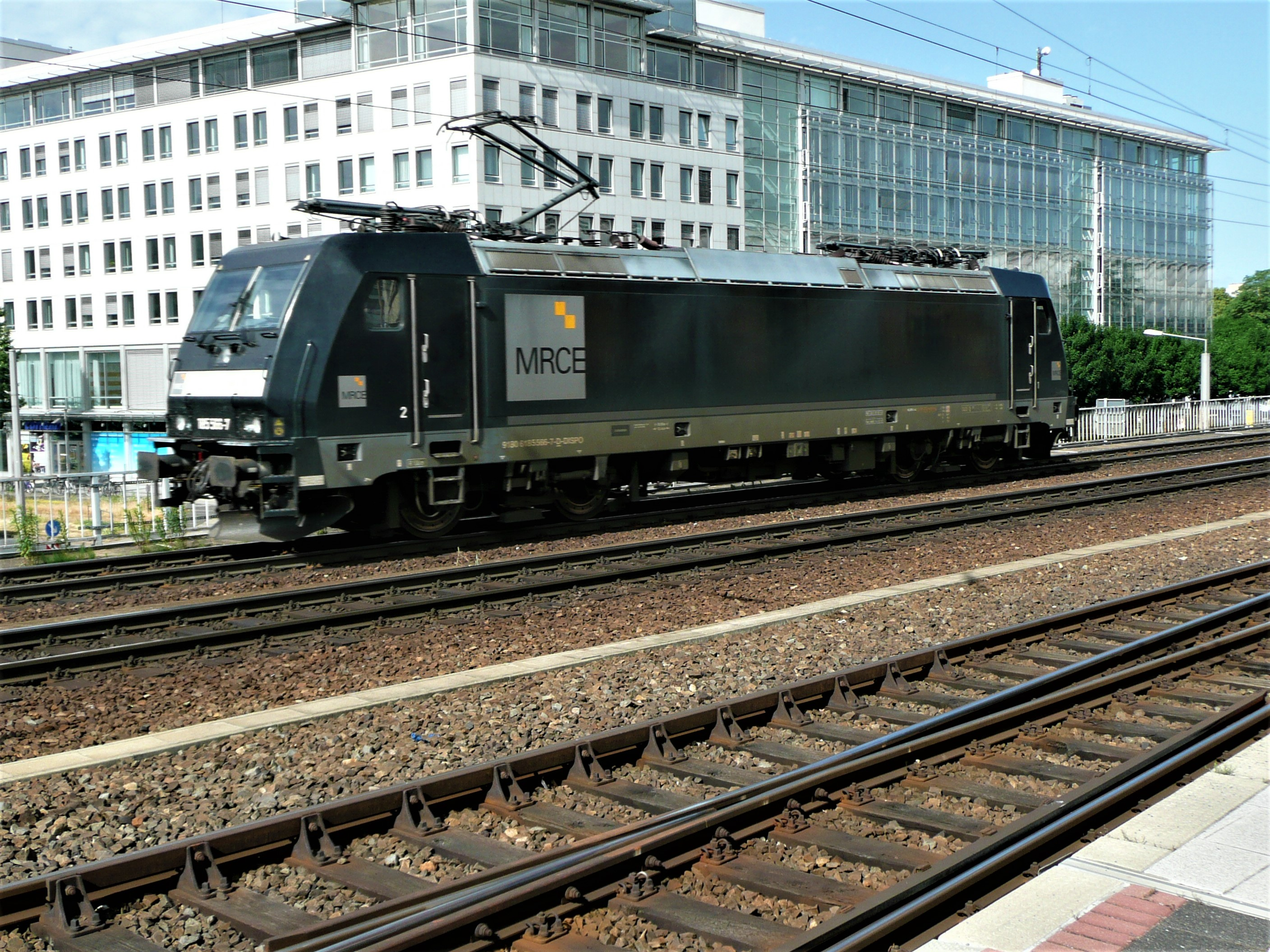
TRAXX（F140）

過去の所有形式
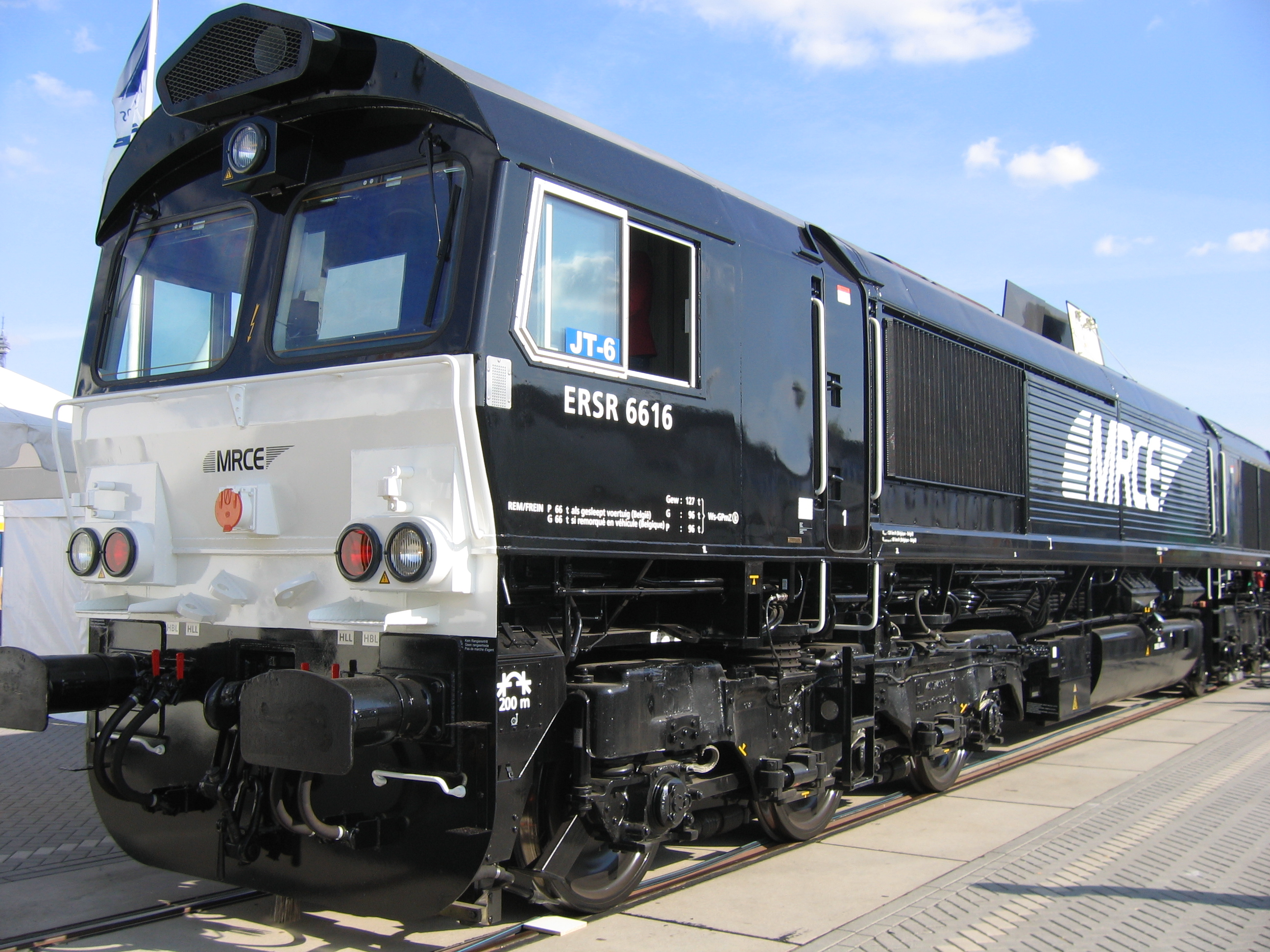
クラス66（英語版）（ディーゼル機関車）
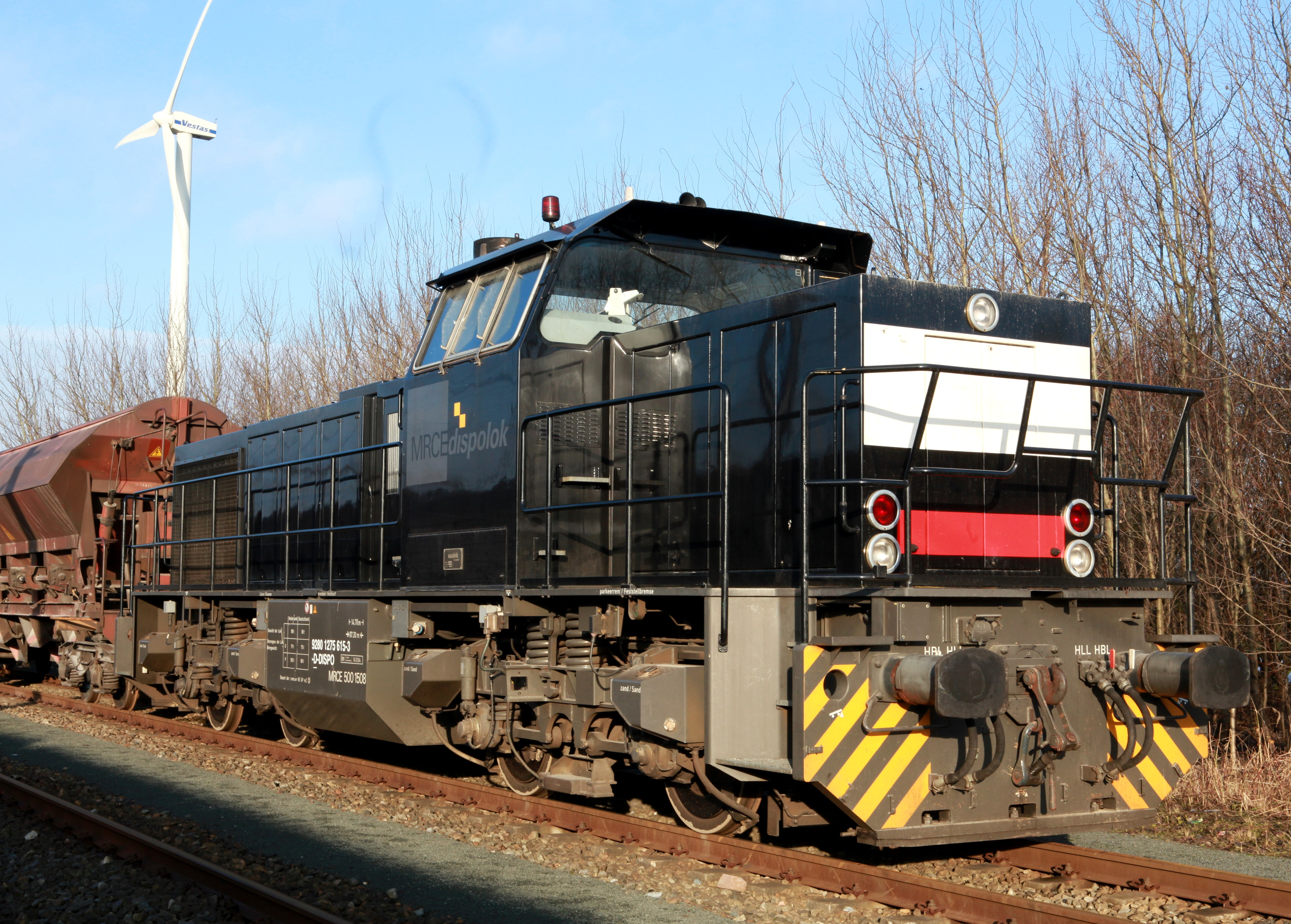
G 1206（ドイツ語版）（ディーゼル機関車）
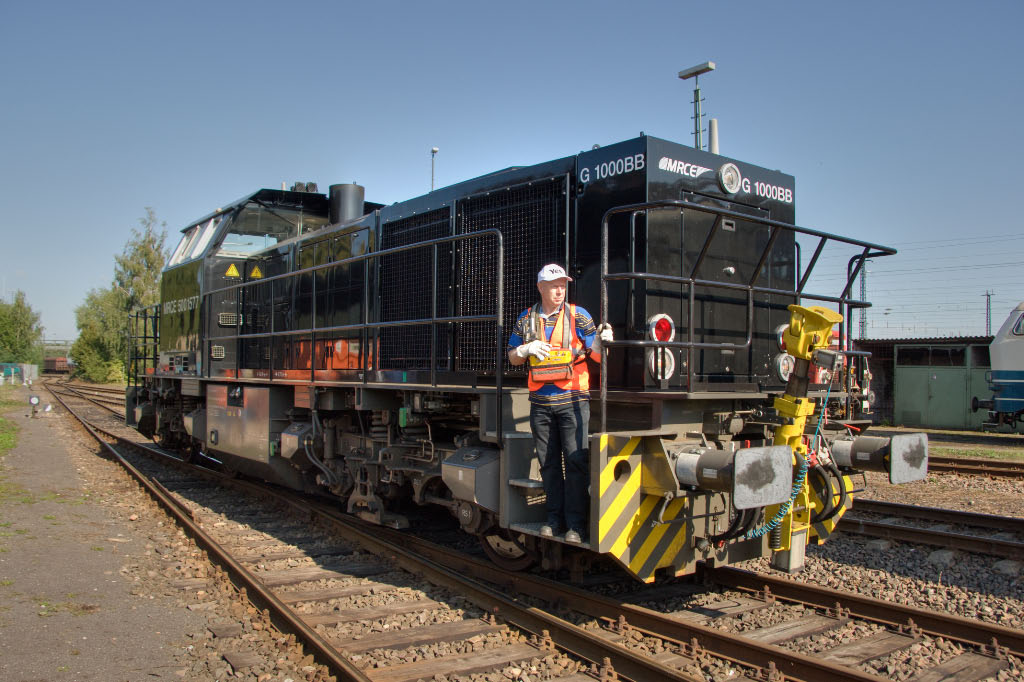
G 1000 BB（ドイツ語版）（ディーゼル機関車）
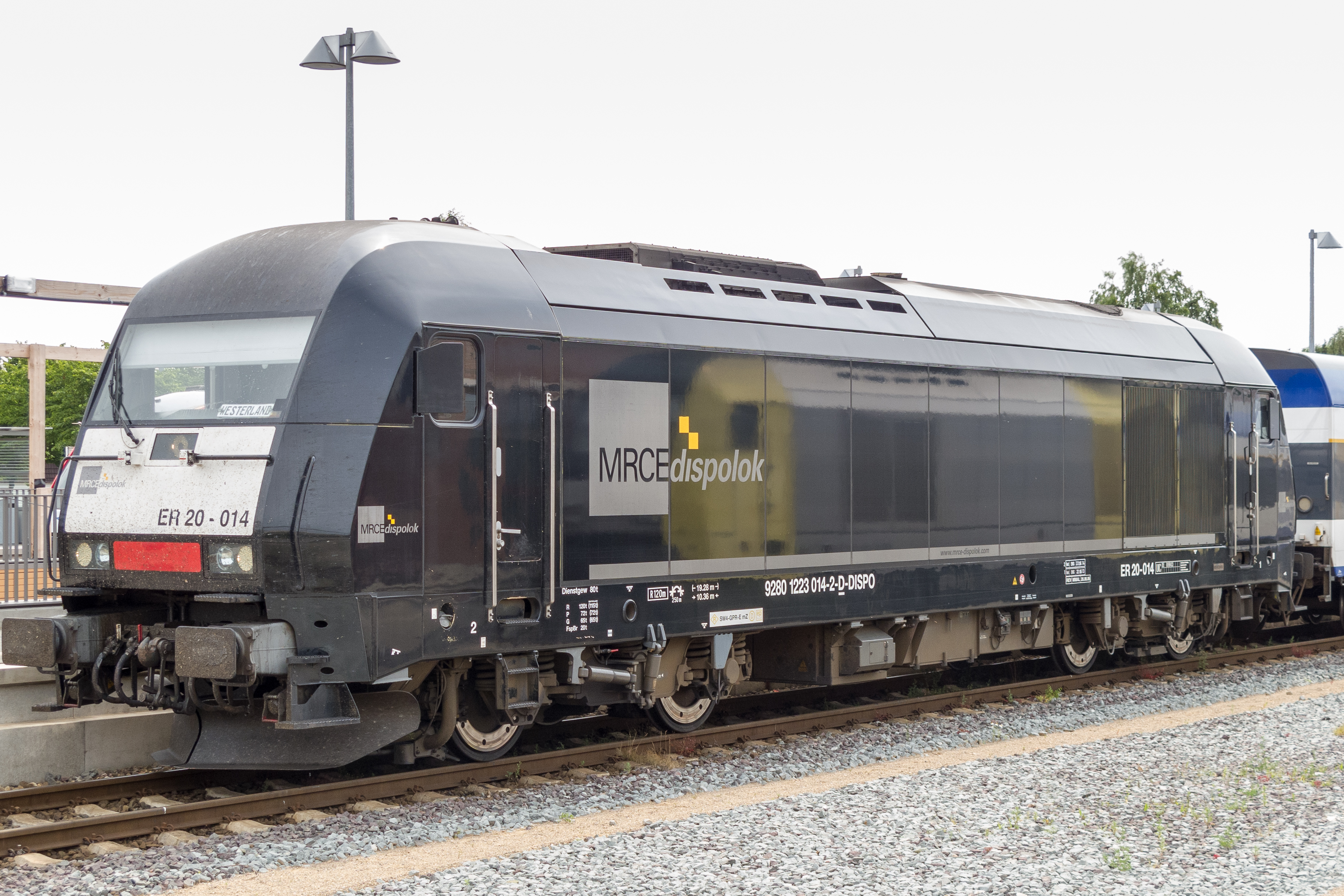
ER20（ドイツ語版）（ディーゼル機関車）
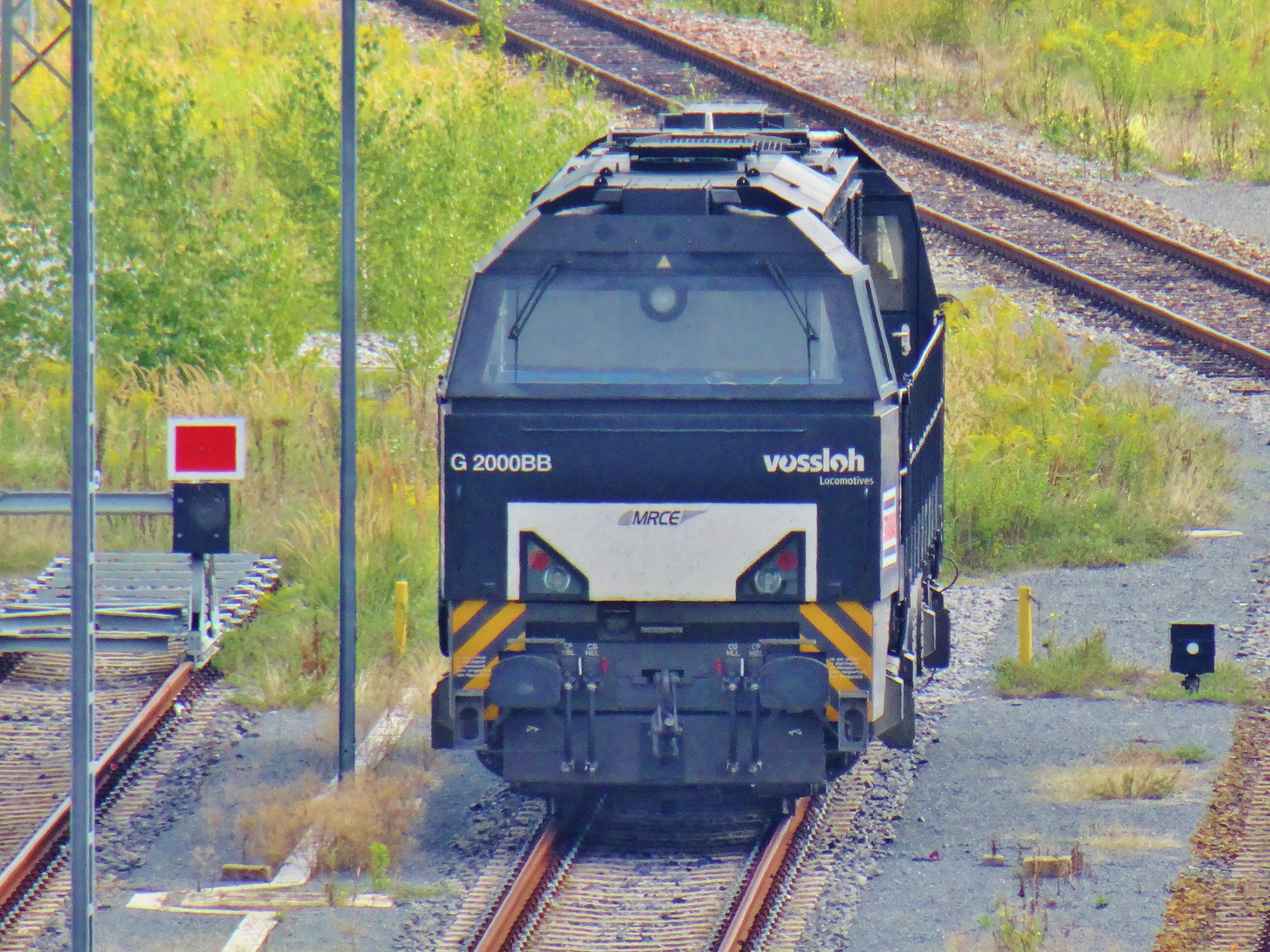
G2000 BB（ディーゼル機関車）

## 今後の予定
2023年、三井物産は事業ポートフォリオを再構築する一環として、同社が所有していた三井レール・キャピタル・ヨーロッパの全78万株を、ヨーロッパで鉄道車両のリースを実施するビーコンレール・メトロ（Beacon Rail Metro Finance B.V.）へ売却する旨を発表した。この売却はドイツ当局による認可を経て2024年3月までに完了する予定で、これに伴い三井物産は売却益を計上する事になっている。

## 参考資料
- 山本雄吾; 水谷淳 (2015 Autumn). “欧州の鉄道車両リース事業 -鉄道市場競争の観点から-”. 運輸政策研究 18 (3):  10-14 2023年8月25日閲覧。.